# Austin A40
Austin A40 är en serie personbilar, tillverkade av den brittiska biltillverkaren Austin mellan 1947 och 1967.

## Austin A40 Devon/Dorset (1947-56)
Efter introduktionen av den stora Princess-modellen var det dags att presentera en bil för massorna. A40-modellen följde samma konstruktionsupplägg som de större efterkrigsbilarna. Bilen var byggd på en separat ram, med individuell framvagnsupphängning med skruvfjädrar och stel bakaxel med bladfjädrar. Motorn var modern för tiden med toppventiler. Den var kopplad till en fyrväxlad växellåda med osynkroniserad förstaväxel.
Först ut var fyrdörrarsversionen A40 Devon. Den fick snart sällskap av tvådörrarsversionen A40 Dorset. Senare kompletterades programmet med kombi-versionen Countryman och två lätta lastbilar: en skåpbil och en pickup.
Dorset-modellen försvann redan 1951 på grund av vikande efterfrågan: endast 15 939 bilar byggdes. Devon-modellen ersattes 1952 av A40 Somerset, efter 273 958 byggda exemplar. Countryman och de lätta lastbilarna fortsatte att byggas fram till 1956. Kombin byggdes i 26 857 exemplar, de lätta lastbilarna i hela 140 060 exemplar.

## Austin A40 Sports (1950-53)
I slutet av fyrtiotalet kontaktade Jensen Motors Austin för att få köpa Princess-modellens stora sexcylindriga motor till sin nya modell Jensen Interceptor. Efter avslutade förhandlingar hade Jensen inte bara fått löften om motorleveranser, man hade även fått beställning på en öppen sportversion av Austins A40-modell.
Jensen levererade en kaross som var en nerskalad version av den egna Interceptor. A40 Sports var, trots namnet, ingen sportbil. Därtill var både prestanda och vägegenskaper alltför blygsamma. Bilen var närmast en cabriolet-version av A40 Devon.

## Austin A40 Somerset (1952-54)
I februari 1952 ersattes A40 Devon av A40 Somerset. Chassit följde med från företrädaren. Karossen var helt ny och visade stora likheter med den större A70 Hereford. Dörrarna var till och med gemensamma. Något starkare motor och en ny slutväxel gav bättre prestanda. Hösten 1952 tillkom en cabriolet-version.
När produktionen avslutades hösten 1954 hade man byggt 166 063 sedaner och 7 243 cabrioleter.

## Austin A40 Cambridge (1954-57)
- Se under huvudartikeln: Austin Cambridge.

## Austin A40 Farina (1958-67)
- Se under huvudartikeln: Austin A40 Farina.

## Motor
Motorn i A40 var den direkta företrädaren till BMC:s B-motor.
| Modell   | Motor              | Cylindervolym | Effekt | Bränslesystem    |
| -------- | ------------------ | ------------- | ------ | ---------------- |
| Devon    | 4-cyl radmotor ohv | 1200 cm³      | 40 hk  | Enkel förgasare  |
| Sports   | 4-cyl radmotor ohv | 1200 cm³      | 50 hk  | Dubbla förgasare |
| Somerset | 4-cyl radmotor ohv | 1200 cm³      | 42 hk  | Enkel förgasare  |